# Wang Xiaoli
Wang Xiaoli (chiń. 王晓理; ur. 24 czerwca 1989) – chińska badmintonistka, uczestniczka igrzysk olimpijskich w Londynie.
W swej karierze sięgała po liczne medale mistrzostw świata w grze podwójnej: złoty w 2011 i 2013, srebrny w 2010 i 2014 oraz brązowy w 2009 roku. Wywalczyła też złote medale mistrzostw Azji: w 2009, 2011 i 2013 roku.
Startowała na igrzyskach azjatyckich, podczas zmagań rozgrywanych w 2010 i 2014 roku zdobywała medale.